# 나카가와 데루히토
나카가와 데루히토(일본어: 仲川 輝人, 1992년 7월 27일 ~ )는 일본의 축구 선수이다. 포지션은 공격수이다. 현재 J1리그의 FC 도쿄에서 뛰고 있다.

## 클럽 경력
나카가와 데루히토는 센슈 대학 시절 관동 대학 1부리그 득점왕을 차지했으며 이런 활약에 힘입어 2013년 하계 유니버시아드 대표팀에 선출되었다.
이후 나카가와 데루히토는 센슈 대학을 졸업하였으며 2015 시즌을 앞두고 요코하마 F. 마리노스에 입단하면서 커리어를 시작했다. 2015년 9월 12일에 열린 알비렉스 니가타와의 리그 경기에서 프로 데뷔전을 치렀다. 나카가와는 입단 첫 시즌인 2015 시즌에 3경기 출전을 기록했다. 2016년 5월 25일에 열린 알비렉스 니가타와의 J리그컵 경기에서 프로 데뷔골을 기록했다.
2016년 9월, FC 마치다 젤비아로 임대 이적했다. 마치다에서 나카가와는 12경기에 출전해 3골을 기록하는 활약을 펼쳤다.
2017 시즌을 앞두고 원 소속팀인 요코하마로 복귀했지만, 리그 경기에서는 출전하지 못했으며 컵 대회 4경기를 출전하여 1골을 기록했다. 이후 2017 시즌 여름 이적시장을 통해 아비스파 후쿠오카로 임대 이적했다. 후쿠오카에서는 반 시즌 동안 18경기에 출전했다.
2018 시즌을 앞두고 요코하마로 복귀했으며 2018 시즌 리그 24경기 출전 9골을 기록했다. 2019 시즌에는 리그에서 33경기 출전해 15골을 넣는 활약을 펼치면서 팀의 J1리그 우승에 기여했으며 자신은 J1리그 득점왕, J1리그 MVP와 리그 베스트 11을 수상했다.

## 국가대표팀 경력
나카가와는 2019년 EAFF E-1 풋볼 챔피언십에 참여하는 일본 축구 국가대표팀 명단에 포함되었다. 12월 14일 이 대회 2차전인 홍콩과의 경기에서 국가대표팀 데뷔전을 치렀다. 그는 국제 A매치 통산 2경기에 출전했다.

## 통계
| 일본 | 일본 | 일본 |
| 연도 | 출전 | 득점 |
| ---- | ---- | ---- |
| 2019 | 2    | 0    |
| 통산 | 2    | 0    |

## 수상

### 팀

#### 요코하마 F. 마리노스
- J1리그 우승: 2019

### 개인
- J1리그 MVP: 2019
- J1리그 득점왕: 2019
- J1리그 베스트 11: 2019